# Multicrypt
Il multicrypt è uno dei due modi per rendere fruibili, con il medesimo apparecchio (set-top box, televisore, videoregistratore, ecc.), servizi radio e/o televisivi criptati con sistemi di accesso condizionato diversi. L'altro modo per ottenere il medesimo risultato è il simulcrypt.

## Generalità
Il multicrypt prevede che l'apparecchio con cui si fruisce dei servizi radio e/o televisivi criptati sia in grado di gestire tutti i sistemi di accesso condizionato utilizzati per criptare tali servizi. In questo modo l'apparecchio è in grado di fruire di tutti i servizi radio e/o televisivi criptati.
Apparentemente il muticrypt, visto che prevede apparecchi in grado di gestire più sistemi di accesso condizionato (quindi più complessi e di conseguenza più costosi), rispetto al simulcrypt potrebbe apparire la scelta più costosa per l'utente. Ma il simulcrypt comporta però, per i fornitori dei servizi radiotelevisivi, accordi di licenza con tutti i fornitori dei sistema di accesso condizionato utilizzati per criptare i servizi radiotelevisivi, licenze che per i fornitori dei servizi radiotelevisivi comportano dei costi che inevitabilmente ricadono sugli utenti attraverso il canone di abbonamento ai servizi radiotelevisivi.
Inoltre, con l'affermazione ormai definitiva della televisione digitale, i dispositivi che ne permettono la fruizione sono dei veri e propri computer che devono essere in grado di gestire applicazioni interattive. Per tali dispositivi la gestione del multicrypt non comporta un aumento significativo della complessità dell'hardware ma solo un aumento della complessità del software.
In definitiva quindi, le soluzioni multicrypt e simulcrypt, si equivalgono dal punto di vista dei costi per l'utente.

## Tipologie di implementazione
Esistono principalmente tre diverse implementazioni del multicrypt:
- CAM interna;
- CAM Common Interface;
- CA embedded.

La CAM interna è stata la prima soluzione adottata per implementare il multicrypt ma, in seguito alla nascita del Common Interface, è stata presto abbandonata in favore della CAM Common Interface in quanto era una soluzione poco pratica per l'utente comune nel caso si volesse rendere il dispositivo in grado di gestire nuovi sistemi di accesso condizionato o versioni aggiornate dello stesso. In tali casi era previsto che il dispositivo fosse portato in un centro di assistenza in modo che l'operazione di sostituzione della CAM fosse eseguita da personale specializzato. L'operazione di sostituzione della CAM interna da parte dell'utente che si riteneva in grado di compiere l'operazione, di norma comportava la decadenza della garanzia del dispositivo.
Con la CAM Common Interface la CAM diventa facilmente removibile dall'esterno senza la necessità di aprire il dispositivo e/o particolari operazioni di smontaggio/montaggio. Il Common Interface infatti prevede l'utilizzo di un apposito slot accessibile dall'esterno del dispositivo dove inserire l'elettronica aggiuntiva (in questo caso la CAM). 
Esistono varie possibilità per implementare il multicrypt attraverso CAM Common Interface. La più semplice è quella di dotare il dispositivo di un solo slot Common Interface. Questa soluzione comporta per l'utente la scomodità di dover cambiare la CAM nello slot ogni volta che si deve gestire un sistema di accesso condizionato diverso. Spesso quindi viene adottata la soluzione più complessa, ma anche più pratica per l'utente, di dotare il dispositivo di più slot Common Interface. Con questa soluzione il dispositivo è in grado di gestire un numero superiore di sistemi di accesso condizionato senza che ciò comporti per l'utente la scomodità di dover sostituzione la CAM all'interno dello slot ogni volta che si deve gestire un sistema di accesso condizionato diverso. Esistono poi CAM Common Interface, dette "CAM multicrypt", in grado di gestire più sistemi di accesso condizionato. Tali CAM permettono anche ad un dispositivo dotato di un solo slot Common Interface di gestire più sistemi di accesso condizionato senza che ciò comporti per l'utente la scomodità di dover sostituzione la CAM all'interno dello slot ogni volta che si deve gestire un sistema di accesso condizionato diverso.
La CAM Common Interface è tuttora molto utilizzata anche se superata, in quanto a praticità per l'utente, dal CA embedded (espressione mutuata dalla lingua inglese che può essere tradotta in italiano con "accesso condizionato incorporato").
In realtà anche la CAM interna rientra nella tipologia di soluzione multicrypt CA embedded, ma oggi con tale termine si intende una soluzione molto più avanzata della CAM interna.
L'implementazione odierna del CA embedded nasce in seguito alla disponibilità della memoria flash. Utilizzando tale tipologia di memoria la gestione dei sistemi di accesso condizionato è demandata direttamente al firmware del dispositivo che, risiedendo su memoria flash, può essere aggiornato facilmente dall'utente (spesso con la comodissima modalità OTA, cioè scaricando il nuovo firmware via etere mediante il segnale televisivo, operazione eseguibile facilmente selezionando l'apposita voce nel menù OSD del dispositivo). In tal modo il dispositivo è in grado di gestire virtualmente qualunque sistema di accesso condizionato: è sufficiente caricare su di esso l'opportuno firmware.
La memoria flash tra l'altro ha anche permesso la nascita di CAM Common Interface che, utilizzando tale tipologia di memoria, possono essere aggiornate facilmente dall'utente con nuovi sistemi di accesso condizionato o versioni migliorate dello stesso similmente a quanto succede con il CA embedded.
Il CA embedded implementato attraverso memoria flash ha anche dato inizio alla proliferazione di firmware non licenziati dai fornitori di sistemi di accesso condizionato, firmware quindi non commerciabilizzabili legalmente ma che possono essere reperiti facilmente su Internet a fini di uso privato e che permettono di fruire dell'offerta criptata di un fornitore di servizi televisivi anche con dispositivi non licenziati per tale scopo. In Italia esemplare è il caso di Sky Italia che ha sempre licenziato la fruizione della propria piattaforma televisiva Sky solo attraverso lo Sky Box, set-top box fortemente osteggiato dagli utenti più esperti per le sue scarse prestazioni, motivo per cui hanno trovato terreno fertile firmware per set-top box dalle prestazioni migliori non licenziati da Sky Italia ma in grado ugualmente di decriptare (con regolare smart card) Sky.   
Stesso discorso vale per le CAM Common Interface utilizzanti memoria flash. Attualmente infatti sono disponibili in commercio varie CAM Common Interface, dette "CAM programmabili", vendute senza firmware. Vari firmware per tali CAM, in grado di gestire i servizi di accesso condizionato più vari, sono poi reperibili facilmente su Internet (essendo privi di licenza non è possibile venderli direttamente con la CAM).

## Multicrypt in Italia
Attualmente in Italia il multicrypt è adottato per la televisione digitale terrestre. Inizialmente è stato implementato attraverso il CA embedded, successivamente anche con la CAM Common Interface.
La prima CAM Common Interface destinata al digitale terrestre italiano è stata la SmarCAM Italia, CAM multicrypt che permette la fruizione di tutta l'offerta criptata del digitale terrestre italiano. In seguito quasi tutti i produttori più importanti di televisori hanno reso disponibili CAM Common Interface simili (che spesso erano SmarCAM Italia rimarchiate).
Il consorzio DGTVi ha anche creato due bollini per i produttori di dispositivi atti a ricevere la televisione digitale terrestre, i cosiddetti "bollino blu" e "bollino bianco", che, apposti su di essi, hanno la funzione di segnalare agli acquirenti che il dispositivo è in grado di fruire dei servizi criptati.
Il bollino blu in particolare segnala che il dispositivo è in grado di fruire di tutti i servizi free to air e criptati e di tutti i servizi interattivi in standard MHP (lo standard adottato in Italia per i servizi televisivi interattivi), quindi di tutta l'offerta del digitale terrestre. Il bollino bianco invece segnala che il dispositivo è in grado di fruire di tutti i servizi free to air e criptati ma non dei servizi interattivi in standard MHP.
Normalmente i dispositivi recanti il bollino blu implementano il multicrypt attraverso il CA embedded, mentre i dispositivi recanti il bollino bianco implementano il multicrypt attraverso la CAM Common Interface (a volte in bundle con il dispositivo ma più spesso da acquistare a parte). Attualmente i dispositivi recanti il bollino blu sono per la maggior parte set-top box, mentre i dispositivi recanti il bollino bianco sono per la maggior parte televisori, ma, per quanto riguarda questi ultimi, è prevista un cambiamento di tendendenza entro la fine del 2009, cosa fortemente auspicata in quanto, come spiegato, i dispositivi con bollino bianco non permettono di fruire dei servizi interattivi in standard MHP.
Sarà interessante vedere se i televisori in arrivo dotati di bollino blu continueranno ad implementare il multicrypt con la CAM Common Interface, come avviene nella maggior parte dei casi ora, o passeranno al più comodo CA embedded, che tra l'altro non comporta ulteriori spese per l'acquisto della CAM (anche se c'è da rilevare che a volte la CAM è venduta in bundle con il televisore). C'è anche la possibilità che siano implementate entrambe le soluzioni.